# Havtorn
Havtorn (Hippophaë rhamnoides), även havstörne eller finnbär, är en art i familjen havtornsväxter. Den växer som buske i stora delar av Eurasien, främst nära havsstränder eller i torra områden. Dess orange, bärliknande frukter är rika på C-vitamin.

## Utbredning
Arten har det klart största utbredningsområdet i släktet. Det sträcker sig från Atlantens europeiska kuster över Eurasien till nordvästra Kina.
I västra Europa är den i stort sett begränsad till havskusterna, där salt som stänker in från havet gör jorden salt. Detta gör i sin tur att andra växter inte kan klara sig lika bra och därför inte kan konkurrera ut havtornen. Å andra sidan har växten svårare att hävda sig mot annan växtlighet inåt land. I Centralasien finns den också i halvöknar, där andra växter har svårt att klara bristen på vatten. I centrala Europa och Asien förekommer den också i subalpina miljöer, ovanför trädgränsen.
I Sverige växer havtorn främst längs med östersjökusten, mest allmänt i Uppland. Den förekommer också på enstaka platser i Bohuslän, på Öland, i Skåne och i Upplands inland och längs Bottenviken i Norrbotten. 
Där växten odlas som prydnadsbuske kan den även hittas som förvildade exemplar. Även kommersiell odling finns, framför allt i Kina, men även i Finland, Frankrike, Indien, Tyskland,[källa behövs] samt i Sverige exempelvis i Alfta i Hälsingland och i Krångede i östra Jämtland.

## Beskrivning
Havtorn är normalt en låg buske som växer i ett tätt bestånd över en stor yta men kan när den får extra goda förutsättningar bli ett litet träd. Varje buske blir normalt 30−50 år gammal. Den behöver ovanligt mycket ljus och kan inte konkurrera med andra buskar och träd där den blir skuggad. 
Havtornens grenar har hög densitet, är hårda och har tätt med tornar. Bladen är blekt och silvrigt gröna och lansettlika, tre–åtta centimeter långa och mindre än sju millimeter breda. Växten är tvåbyggare, det vill säga att en enskild växt är antingen av hankön eller av honkön. Blommorna kommer tidigt, i södra Sverige i slutet av april och sitter runt bladskottet. De är mycket små och blir lätt förbisedda. Blomknopparna är runda och trubbiga och har en fåra runt om i längsriktningen. Knoppfjällen är kupiga. Hanbuskar har brunaktiga blommor vars pollen sprids med vinden. På honbuskar är två knoppfjäll synliga, på hanbuskar tre eller fyra. På knoppfjällen finns stora bruna, glänsande och sköldformade hårfjäll. Hårfjällen finns också på färska stamdelar och på bladens undersidor. På bladens översida finns gråa stjärnhår. Dessa finns också på undersidan av gamla blad. 
Barken är först rödbrun och blir med tiden grå. Den spricker upp i stammens längsriktning och faller av i remsor. 
Rotsystemet består av en central rot som når ungefär en meter ned i marken. Det finns också upp till tio meter långa kryprötter som växer strax under markytan. På dessa bildas skott som växer ut till nya buskar. I rotsystemet finns också knölar där havtornen samarbetar med en mikroskopisk organism som bland annat bildar ett näringsämne som busken har nytta av. 
Honplantorna producerar orangefärgade bär med en diameter av sex–nio millimeter, som är mjuka och saftiga och rika på C-vitamin (120 milligram C-vitamin per 100 gram bär; odlingsvärda sorter innehåller 300–1 300 milligram C-vitamin per 100 gram bär).[källa behövs] En del sorter innehåller också mycket A-vitamin och E-vitamin.[källa behövs]

## Havtorn och människan
Av havtornsbär kan man bland annat göra saft, gelé, marmelad och likör, den förekommer även som smaksättning av sill och glögg.
Både frukter, blad och unga skott går att nyttja till färgning.

## Underarter
Arten är mycket mångformig och ett flertal underarter accepteras. Variationen är dock inte fullt utredd och förändringar i taxonomin kan komma att ske.
- subsp. rhamnoides - har krokiga grenar, relativt breda, strödda[förtydliga] blad med och silver- eller kopparfärgade fjäll. Frukterna är cylindriska (norra och nordvästra Europa).
- subsp. fluviatilis - har smalare blad än subsp. rhamnoides (Alperna).
- subsp. carpatica - har raka grenar och runda frukter (Karpaterna och sydöstra Tyskland).
- subsp. turkestanica - har silveraktiga grenar och gott om skott som slutar i en tagg (Centralasien, Afghanistan, Indien och Kashmir).
- subsp. sinensis - har grå eller brunaktiga grenar och motsatta blad (Kina).
- subsp. wolongensis - har grå eller brunaktiga grenar. Bladen sitter och har vågiga kanter och saknar vanligen rostfärgade hår. Knopparna sitter i kransar (Kina: Sichuan).
- subsp. yunnanensis - har grå eller brunaktiga grenar och strödda blad med smutsgrå undersida, rostfärgade fjäll och raka bladkanter. Knopparna sitter i spiral (södra Kina).
- subsp. mongolica - har grå eller brunaktiga grenar och strödda blad med silverfärgad undersida, endast få rostfärgade stjärnhår och raka bladkanter. Knopparna sitter i spiral (östra Ryssland, Mongoliet och Tibet).

## Bildgalleri

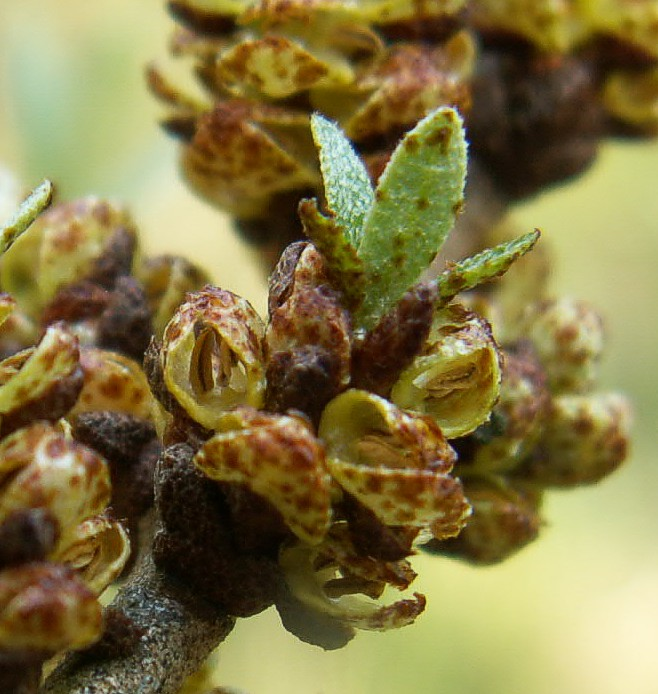
Hanblommor sitter runt bladskottet.
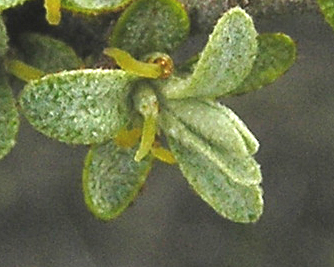
Honblomma i april på en havtornsbuske av sorten "Julia".
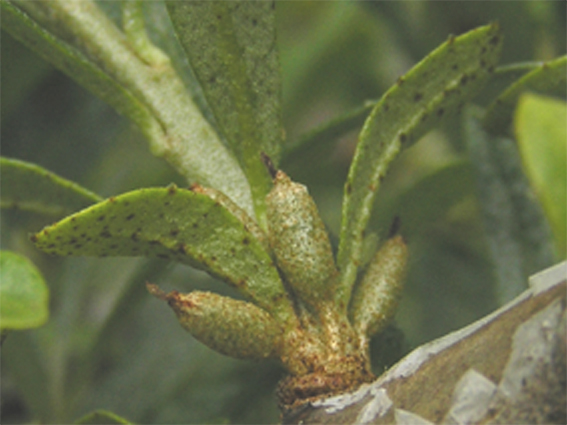
Fruktämne i maj på en havtornsbuske av sorten "Julia".
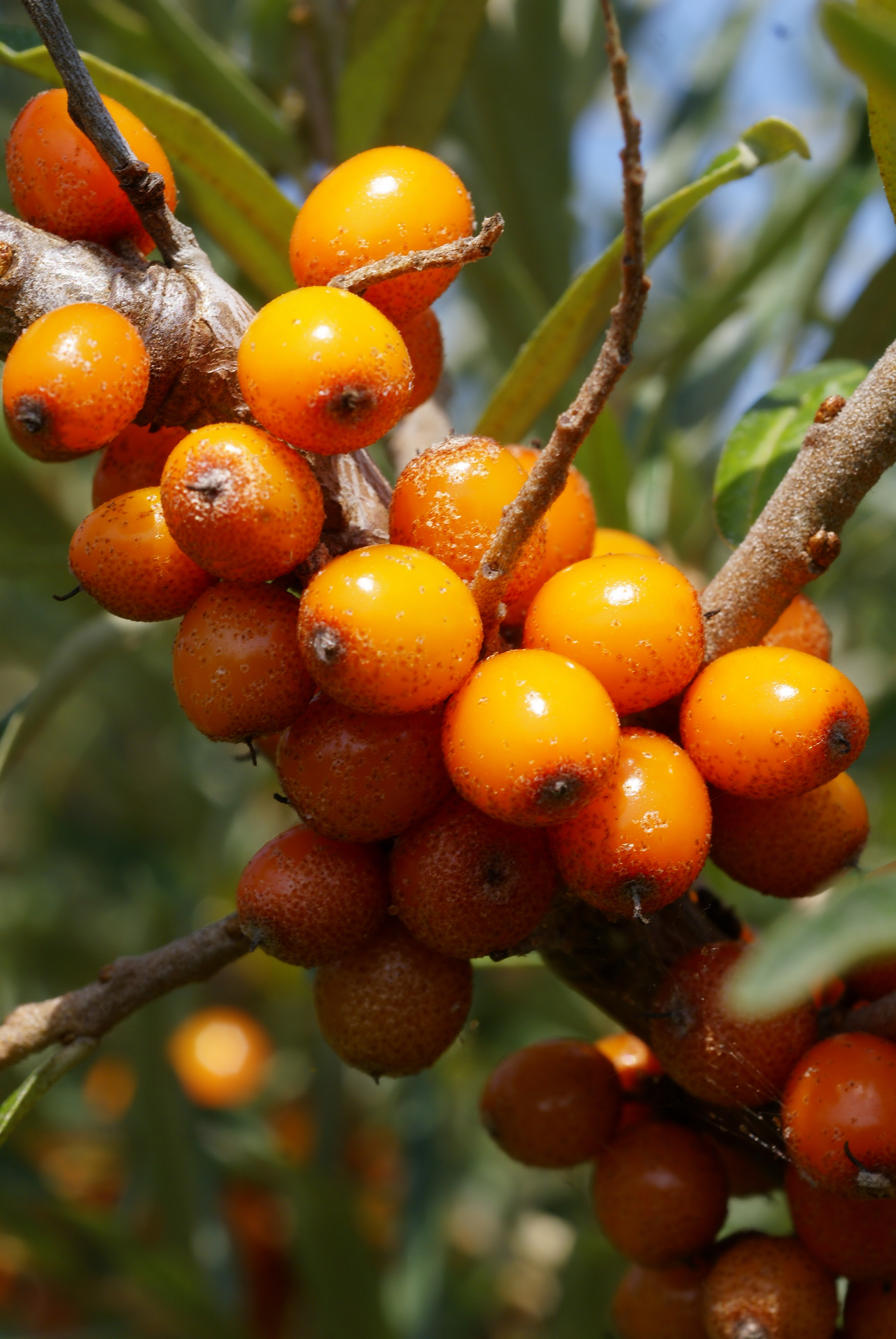
Närbild på frukter.